# Túquerres
Túquerres es un municipio colombiano ubicado en el departamento de Nariño. Se sitúa a 72 kilómetros de San Juan de Pasto, la capital del departamento. Es epicentro comercial de la región sabana del sur del departamento.

## Toponimia
El nombre de Túquerres es derivación del vocablo indígena precolombino de Tucurres perteneciente a la etnia de los pastos. La zona en donde está este municipio estaba habitada por los pastos mientras la de la ciudad de Pasto era habitada por los quillasingas lo que es en ocasiones motivo de confusión.

## Geografía
La cabecera municipal se encuentra enclavada en un plano inclinado sobre la parte alta de la sabana de Túquerres perteneciente al altiplano de Tuquerres e Ipiales, atravesado por los ríos Sapuyes y Guáitara que a su vez es la altiplanicie más alta del país con un promedio de alturas superior a los 2900 metros sobre el nivel del mar. Túquerres se encuentra a 72 kilómetros de San Juan de Pasto, capital departamental y al pie del volcán semiactivo del Azufral cuya altura alcanza los 4070 metros sobre el nivel del mar. Es la cabecera municipal con más de 10 000 habitantes más alta de Colombia, situada a más de 3070 metros sobre el nivel del mar.
El municipio, y su cabecera municipal, se constituyen en un importante centro de comercio para una vasta región agrícola en el nudo de los Pastos, de la cordillera de los Andes en la sabana de su mismo nombre. Se caracteriza por la belleza de sus paisajes, amabilidad de sus gentes, folclor, cultura, gastronomía y su principal atracción turística: el volcán Azufral, de fácil acceso. Es el cuarto municipio en importancia en el departamento de Nariño y constituye un epicentro comercial, financiero y económico para municipios más pequeños como Guaitarilla, Ospina, Imués, Samaniego, Sapuyes, entre otros.

### Clima
El clima está modificado por diferentes factores pues a pesar de encontrarse en la zona tórrida o intertropical, posee un promedio de temperaturas que oscila entre los 6 y los 11 grados Celsius, situación determinada por la altura principalmente. El promedio anual de lluvias es de 900 mm, valor que se hace creciente a medida que se desciende hacia el piedemonte de la cordillera occidental, hacia la llanura Pacífica de Nariño.

## División Político-Administrativa
Además de su Cabecera municipal. Túquerres tiene bajo su jurisdicción los siguientes Centros poblados:
- Albán
- Cuatro Esquinas
- Los Arrayanes
- Pinzón
- Santander de Valencia
- Yascual

## Historia

### Fundación
Según los historiadores de la región existen varias versiones sobre la fundación de Túquerres, la primera de ellas asegura que fue obra del Cacique Túquerres en el año 1447, sin embargo no hay pruebas que confirmen esta hipótesis. La segunda atribuye la fundación a unos religiosos que llegaron con Sebastián de Belalcázar en 1536. La tercera versión publicada por Fray Fernando de Túquerres dice que fue fundada por Miguel de Muñoz en 1541. En el año 1776 se conformó como Corregimiento y en 1793 en Cantón. La provincia de Túquerres se creó mediante ley 28 del 18 de junio de 1864 con cabecera en el poblado del mismo nombre y en 1933 fue erigido Municipio. Cuentan algunas historias que el primer poblado fue constituido por los indígenas y se asentó en los Arrayanes, sitio escogido por la fertilidad de los suelos.
El desarrollo de este primer Túquerres fue favorecido por el mercadeo y el comercio situado en sitios estratégicos siempre ligado a otros pueblos de la región. Los habitantes del antiguo Túquerres establecido en los Arrayanes y al mandato de sus caciques huyeron de la dominación inca hacia Yascual, por caminos conocidos y subterráneos que utilizaban para casos especiales y de los cuales quedan vestigios, abandonando a los ancianos y enfermos,  según su costumbre, y que demuestra que existían cacicazgos fuertes y autoritarianismo. Probablemente los indígenas conocían el potencial aurífero de "Ascual",  pero no se tienen noticias de una concentración de población en el caserío.  Su nombre significa "lombriz", por la forma del lugar. La población fue fundada formalmente por padres mercedarios; padres agustinos fundaron centros educativos e impulsaron su progreso,  cuando las minas se agotaron la población entró en decadencia. 
Según tradición oral, se dice que fue el capitán Miguel Muñoz quien la bautizó con el nombre de Villa de Túquerres y gestionó su reconocimiento ante la Real Audiencia de Quito,  mereciendo así que se le reconozca como el fundador de la Villa. Don Miguel Muñoz se estableció en este lugar, porque encontró en estas tierras una cierta similitud a su tierra Cantarria, provincia de Vizcaya (España), por esto y por la organización comercial del mencionado lugar con la zona tuquerreña se conoció a sus habitantes como "cantarranos". El nombre de Tùquerres puede derivar de: Tucurris. – Cieza de León.Tuzaquer.–Fernández de Piedrahíta. Túzarris. – Así lo nombra Mejía y Mejía Justino en su Geografía Pastusa de la Fe. Táquerres.  Derivación de Túquerres, el cacique que se asegura comandaba los pueblos nuclearizados en la zona.  Esta versión es muy aceptada.

### Levantamiento comunero de 1800
A la región llegaron en 1792 desde el Valle del Cauca los hermanos Francisco, Atanasio y Antonio Rodríguez Clavijo, conocidos popularmente como los Clavijos, hijos de españoles llegados a América. Francisco fue designado corregidor y Atanasio como recaudador de Impuestos. Los Clavijos se destacaron por su despotismo y crueldad contra los indios, incrementaron los impuestos y diezmos, además de cobrar a las nativas hasta por dar a luz, diferenciando el cobro si el recién nacido era niño o niña. Todo lo anterior, sumado a la desatención de los reclamos de los indios por parte de la Gobernación de Popayán incrementó el descontento de la población que dirigida por Ramón Cucas Remo, Julián Carlosama y Lorenzo Piscal comenzaron a reunirse y discutir sobre la situación. Los cabecillas del movimiento llamaron a toda la comunidad de los pueblos vecinos a sumarse al reclamo que harían a los Clavijos, exigiendo que se bajen impuestos y se terminaran los abusos de estos contra los indios. 
Los ánimos estaban agitados, y el levantamiento comunero de mayo de 1800, prendió su antorcha libertaria en Guaitarilla el domingo 18 de mayo, cuando finalizada la misa mayor, Manuela Cumbal y Francisca Aucúg arrebataron el nuevo decreto de impuestos de manos del sacerdote del sitio, Bernardo Erazo. El 19 de mayo los indios del lugar empezaban a organizarse, mediante los recorridos que hizo Andrea Cucás, hermana de Ramón, logrando concentrar a más de 300 indios en el punto denominado La Cofradía (ubicado a 1 km del actual Túquerres), llegaron hasta ahí indios de Guaitarilla, Imues, Yascual, Sapuyes y varios sitios más. La turba se dirigió a la casa del corregidor, solicitando que entregue el decreto de impuestos para destruirlo, este les dice que no lo tiene en ese lugar, y que lo entregaría en unos días, pero esto solo enfurece más a los indios, que atacan la casa y la fábrica de aguardiente de los Clavijos. Estos logran escapar y se ocultan en la iglesia del pueblo. 
En la mañana del martes 20 de mayo la turba trató de ingresar al templo, el Padre Ramon Ordóñez de Lara en un intento por apaciguar los ánimos, dispone hacer una procesión con la Virgen Inmaculada y Jesús Sacramentado pero la comunidad a pesar de su religiosidad, no participa. Julian Carlosama, Ramon Cucas Remo y Lorenzo Piscal entran al templo en compañía de la turba, los Clavijos se escondían en el nicho de la virgen del cual fueron bajados y muertos a lanza y piedra, arrastrados por la plaza y luego sepultados en el templo por petición del sacerdote Ordóñez de Lara. Las noticias de lo ocurrido llegaron rápidamente a las ciudades cercanas. Luego de las investigaciones pertinentes fueron apresados y enviados a la cárcel de Pasto, varios sublevados entre los que estaban los cabecillas Ramón Cucas Remo, Julián Carlosama y Lorenzo Piscal, fueron encontrados culpables y condenados a morir en la horca. La sentencia se cumplió el 22 de noviembre de 1802, Ramón Cucas Remo y Julián Piscal fueron llevados a cumplir su sentencia arrastrados por las calles de Pasto a cola de caballo y posteriormente a su ejecución fueron descuartizados. Finalmente se dispuso que las cabezas de los ajusticiados se enviaran a Túquerres y las manos a Guaitarilla y se expusieran en las plazas como mensaje a la población. Esta rebelión es recreada en la novela "Los Clavijos" de Juan Álvarez Garzón.

### Época de la Independencia
En la época de la independencia, el General Simón Bolívar, al no encontrar aceptación para sus ideales en Pasto, libra la llamada Batalla de Bomboná el 7 de abril de 1822. El 12 de julio pasa agonizante por Túquerres en su viaje a Quito. En el período 1.846 - 1848 don Simón Rodríguez, se desempeña como profesor en una escuela de Túquerres, hoy instalaciones del Instituto Normal Teresiano.

### SigloXIXe inicios delXX
En 1793 Túquerres era Cantón, luego en 1846 pasó a ser provincia y varios políticos y personas prestantes gestionaron intensamente para que fuera Departamento y en 1908 lograron crear el Departamento de Túquerres, pero la oposición en los demás departamentos en que se subdividió el departamento de Nariño, se opusieron rotundamente y por el decreto 196 de 1909, fue abolido  (El departamento de Nariño se subdividió en 3: el de Pasto, el de Túquerres y el de Tumaco).

### Terremotos
Entre 1935 y 1936, Túquerres fue desolada por una serie de movimientos telúricos que destruyeron además del centro urbano, el caserío de La Chorrera, dejando un saldo trágico de más de 1.000 muertes, además de un notorio cambio en la topografía. Se reconstruye en el gobierno de López Pumarejo mediante Ley 115 del 5 de agosto de 1936 debatida en el Congreso Nacional. Sin embargo, este municipio conserva aún, parte de la importancia que tuvo en la época republicana y a principios del siglo XX, como sitio estratégico en la comercialización de los productos agrícolas del altiplano nariñense, así como del oro de las minas de Barbacoas. También es paso obligado para el transporte de mercancías hacia el puerto de Tumaco.

### Conflicto armado interno
El municipio de Túquerres ha sido afectado por la presencia de grupos armados ilegales, guerrillas y paramilitares, dado su carácter estratégico como municipio fronterizo y puente que enlaza a la región andina con la región pacífica del departamento, sirve como lugar de paso de la droga que se embarca en la costa pacífica con rumbo a los mercados internacionales. En su territorio opera un frente del Ejército de Liberación Nacional (ELN) denominado “Comuneros del sur”, también operaba el Bloque Sur de la guerrilla de las Fuerzas Armadas Revolucionarias de Colombia - Ejército del Pueblo (FARC-EP) y hacia la vertiente costera se ubican zonas controladas por grupos denominados “bandas emergentes” que provienen de las estructuras paramilitares que también hacían presencia en la zona. 
Como producto de la presencia de dichos actores armados, el municipio se ha visto afectado por la emergencia de la economía ilegal ligada a la producción y el tráfico de estupefacientes; tendencia que se ha reforzado por la dinámica propia del conflicto nacional, que debido a la intensificación de las operaciones militares en el centro y norte del país han forzado a las guerrillas a desplazarse hacia la región suroccidental e imponer en la región la economía que les sirve de sustento.Túquerres se vio afectada con atentados criminales a concejales y dirigentes cívicos, en el período desde 2002 hasta el 2012, este último año marcado por atentados terroristas contra la fuerza pública y locales comerciales.

### Conflicto social
A la existencia del conflicto armado debemos sumar la pervivencia del conflicto social, derivado de la escasa inversión social realizada en el municipio, que ha provocado la emergencia de movimientos sociales tales como el Movimiento de Integración Regional (MIR) y el Movimiento de las ex provincias de Obando y Túquerres. De igual manera la zona rural del municipio se ve afectada por los constantes choques entre indígenas y terratenientes que se disputan el control de la tierra.

## Demografía
De acuerdo a datos tomados del plan de desarrollo municipal 2008-2011, la población del municipio en el año 2008 ascendió a un total de 41.219 personas, de las cuales 16.496 (40.02% del total) habitan la cabecera municipal y 24.723 (59.98% del total) habitan en la zona rural. Del total de su población el 49,1% son hombres y el 50.9% son mujeres. En total el municipio de Túquerres contiene el 3% de la población total del departamento. Las tasas de alfabetismo registradas por el censo adelantado por el DANE en el año 2006 arrojan que el 88.4% de la población de 5 y más años sabe leer y escribir. El 59,3% de la población residente en Túquerres ha alcanzado el nivel de formación básica primaria y tan solo el 20,4% secundaria; un bajísimo porcentaje del 2,5% ha alcanzado el nivel profesional y el 0,5% ha realizado estudios de especialización, maestría o doctorado. La población residente sin ningún nivel educativo es del 10,9%.
La población del municipio mantiene una tendencia registrada a emigrar a la ciudad de Pasto, Cauca, Valle del Cauca, Ecuador y Putumayo, siendo esta última región la preferida por la población rural dado el alto precio del jornal pagado. La población en edad de trabajar (entre los 19 a 59 años) asciende a un 84.5% del total de la población cuya edad es superior a los 10 años. Del total de la población 
activa, el 61% son obreros empleados, el 3.7% son patrones y el 28% son trabajadores independientes.
El número de personas con necesidades básicas insatisfechas representa el 41.14% del total de la población siendo inferior al promedio departamental. El número de viviendas inadecuadas es del 23% y el 33% de las personas vive en hacinamiento crítico . El 91.7% de las viviendas en el municipio cuenta con energía eléctrica, el 49.6% cuenta con alcantarillado, el 84.9% cuenta con servicio de acueducto y el 14.9% posee una línea telefónica . En cuanto a tenencia de vivienda los datos del municipio arrojan que un 22.9% de la población vive en arriendo, un 3.88% de la población vive en una vivienda que está actualmente pagando, un 53.72% habita en una vivienda de su propiedad y un 19.51% se encuentra en situaciones diferentes.

## Vías de comunicación

### Terrestres
La demanda y servicio de transporte en Túquerres es considerada buena debido a su ubicación estratégica con respecto a otros municipios.El transporte según su modalidad tiene características propias así:
- Transporte de Pasajeros: En la actualidad operan en el casco urbano más de 10 empresas de transporte que cubren diferentes rutas, tienen su oficina de despacho y un parque automotor aceptable, clasificado en las modalidades de Taxis, Camperos, microbuses o aerovan, buses cerrados y buses tipo escalera.Las empresas de Taxis que movilizan mayor número de pasajeros a nivel intermunicipal son: Taxtuquerres,  Transneira, FlotaGuaitara, Transandona, Transipiales, Valle de Atriz, Transespino, Cootransantander, Cootransguachucal y Primero de Mayo.

- Transporte Urbano: Lo presta con exclusividad la empresa Cootransa.

- Transporte de Carga: Túquerres por ser zona agrícola tiene desarrollado en buena medida el transporte de carga pesada, encargada de sacar la producción a los departamentos del norte de Colombia, igualmente por ser paso obligado al Puerto de Tumaco circula por las vías nacionales gran cantidad de este tipo de transporte.

## Datos generales
Límites del municipio: El municipio de Túquerres se encuentra ubicado en la parte Sur occidental del departamento de Nariño, limita :
- NORTE: Municipio de Providencia
- SUR: Municipios de Sapuyes y Ospina
- ORIENTE: Municipios de Guaitarilla, Imués y Providencia
- OCCIDENTE: Municipio de Santacruz

Extensión total: 221.4 km²
Extensión área urbana: 4.6 km²
Extensión área rural: 216.8 km²
Altitud de la cabecera municipal (metros sobre el nivel del mar): 3070
Temperatura media: 11 °C
Distancia de referencia: 72 km hasta San Juan de Pasto

## Economía

### Sector Primario
La economía del Municipio se caracteriza por el predominio del sector pecuario,  en la estructura del valor agregado se aprecia como las actividades primarias (agricultura, ganadería) aportan el 57.37 %, las manufacturas 2.6 % y el sector terciario (comercio, servicios) contribuye con el 40 %.
Al contrario de lo que se piensa es el sector Pecuario el que genera mayores ingresos económicos, siendo la principal actividad de la región con ganadería intensiva, ganadería semi-intensiva y cría de especies menores.
Le sigue el sector Agrícola, lo que indica la incidencia directa de las importaciones de productos agrícolas sobre la producción local, generando así baja de precios y dilatando la demanda nacional.
La desaparición paulatina del trigo y la cebada y los altos costos de producción de la agricultura afectan ostensiblemente el desarrollo de este sector. El carácter primario de la economía, evidencia un sector que se debe fortalecer y/o potencializar, pues la región no podría sustentar su expectativa de desarrollo en un sector productivo débil, con mínimos niveles de tecnología poco competitiva y desarticulada del contexto económico social. Estos dos renglones se constituyen en elementos de vital importancia en la generación de recursos y empleo para la gran parte de la comunidad.

#### Sector Agrícola
Principales Cultivos Transitorios Papa Repollo Haba Trigo Cebada Zanahoria.
En los últimos años se nota una disminución del área sembradas en el municipio, especialmente en cultivos como el trigo y cebada y en menor medida por la papa.

#### Sector Pecuario
La explotación pecuaria en el municipio Túquerres se orienta principalmente a la producción de ganado vacuno (representa el 77% del valor agregado del sector pecuario, un 55% por la carne y un 22% por la leche). Su explotación en su mayoría de tipo tradicional.
En menor medida también se explotan especies como bovinos, porcinos, cuyes y aves, que representan un 23% del valor agregado de la producción pecuaria.
Cadenas Productivas
Es el conjunto de agentes y actividades económicas que intervienen en un proceso productivo desde su producción hasta su comercialización. Mediante la implementación de las cadenas productivas se busca el incremento de la productibilidad, la competitividad y la reducción de costos.
Las principales cadenas productivas identificadas para el municipio de Túquerres son: Cadena Láctea Cadena De La Papa

### Sector Secundario
Industria: Se desarrolla dentro del casco urbano del municipio es de tipo artesanal y su núcleo es de tipo familiar, está representada por un conjunto de microempresas y talleres artesanales dedicados a la producción de bienes de consumo para el mercado local del municipio (hierro, acero, madera, alimentos y bebidas y papel). Sector incipiente dentro de la economía del municipio.
Minería:  Legalmente constituida existe una mina de recebo en el corregimiento de los arrayanes.

### Sector Terciario
Está conformado por los diferentes ramas del sector privado y los servicios del sector público. El sector comercio se constituye en fuente importante de ingresos de la economía del municipio, esto se debe al tamaño del núcleo urbano del municipio y con el rol de la cabecera como centro subregional (entre los municipios de la región).
Comercio informal: en el municipio se viene presentando un crecimiento notable de la economía informal (comerciantes informales) gracias a la difícil situación de la economía formal en la región y en el país en general.

## Educación
Existen instituciones educativas como es el Colegio San Luis Gonzaga, el Colegio San Francisco de Asís, Institución Educativa Instituto Teresiano, Agrícola de la Sabana, Técnico Girardot, San Sebastián y Santander, también en el casco urbano hay presencia de varias instituciones universitarias de carácter público como la Universidad de Nariño y varias instituciones universitarias de carácter privado y además se encuentra el establecimiento público como el Servicio Nacional de Aprendizaje (SENA).

## Atractivos turísticos
El volcán Azufral y su laguna Verde constituyen el principal atractivo turístico del Municipio, sin embargo, hoy en día, el lugar se encuentra tomado por un colectivo armado que impide el ingreso a la reserva natural amenazando a los turistas e incluso llegando a agresiones físicas, verbales, retenciones y cobro de sumas monetarias. Allí se podía disfrutar de la belleza de las aguas color esmeralda de la laguna Verde en el cráter del volcán a 4070 metros s.n.m.; el espléndido paisaje tipo páramo de los Andes de Colombia, así como de la panorámica de toda la sabana, que se asemeja mucho a una colcha de retazos, con parcelas campesinas de un km² de terreno que se mira en casi todo el departamento de Nariño, y el Altiplano de Túquerres e Ipiales. Desde este sitio puede apreciarse las cumbres de los volcanes cercanos, tales como el Galeras, el Chiles, Cumbal y Cerro Negro en Colombia, así como el volcán de Cayambe en el Ecuador.
La Iglesia de San Pedro Apóstol, reconstruida tras el terremoto de 1936, en la que se venera el Señor de los Milagros, constituye un gran atractivo, por su arquitectura, por su decoración interior con bellas acuarelas y por la conmemoración de la Semana Santa, época en la cual se realizan diferentes procesiones por las principales calles del Municipio.
Los Carnavales de Negros y Blancos se realizan también en esta población con gran entusiasmo, tienen similar duración y programación que los realizados en San Juan de Pasto, desarrollándose cada año entre el 2 al 7 del mes de enero, y luego en algunos corregimientos del lugar.

## Fiestas

### Carnaval de Negros y Blancos de Túquerres
Es una fiesta muy tradicional que se celebra en el municipio de Túquerres al igual que en otros municipios de la zona andina del Departamento de Nariño, se desarrolla desde el 3 al 6 de enero de cada año, siendo su celebración así
- 3 de enero: Carnavalito, evento en el que los artesanos infantiles muestran su talento
- 3 de enero: Festival de Música Andina y Danzas Andinas
- 4 de enero: Entrada de la Familia Cucas Remo a Túquerres, el alcalde municipal entrega las llaves del municipio al padre de la familia.
- 5 de enero: Día de Negros
- 6 de enero: Día de Blancos, se desarrolla por la Senda del Carnaval el Desfile Magno del 6 de enero, participan comparsas, murgas, colectivos coreográficos, figuras a pie, carrozas no motorizadas, carrozas motorizadas, y las carrozas gigantes que engalanan el desfile.